# Vicia cedretorum
Vicia cedretorum är en ärtväxtart som beskrevs av Font Quer. Vicia cedretorum ingår i släktet vickrar, och familjen ärtväxter. Inga underarter finns listade i Catalogue of Life.